# Campeonato Sul-Americano de Clubes de Voleibol Masculino de 2016
O Campeonato Sul-Americano de Clubes de Voleibol Masculino de 2016 foi a décima sexta edição do torneio organizado anualmente pela CSV. Disputado entre os dias 17 e 21 de fevereiro no Ginásio do Abaeté, localizado em Taubaté, cidade localizada no interior do Estado de São Paulo, no Brasil.
Participaram desta edição sete equipes de cinco países sul-americanos. A equipe campeã foi o time brasileiro: Sada/Cruzeiro que garantiu o direito de representar o continente no Campeonato Mundial de Clubes de Voleibol Masculino de 2016.Nesta edição o cubano Yoandy Leal foi nomeado o Melhor Jogador do campeonato.

## Formato de disputa
As sete equipes qualificadas foram dispostas em dois grupos de três e quatro equipes, correspondente a fase classificatória, na qual todas as equipes se enfrentaram entre si (dentro de seus grupos) em turno único. As duas primeiras colocadas de cada grupo se classificam para a fase semifinal, na qual se enfrentaram em cruzamento olímpico. Os times vencedores das semifinais se enfrentaram na partida final, que define o campeão; já as equipes derrotadas nas semifinais decidiram a terceira posição. As equipes eliminadas antes da fase semifinal disputaram o quinto lugar (3ºA x 3ºB), sendo o sétimo lugar destinado ao quarto colocado do grupo B.
Para a classificação dentre dos grupos na primeira fase, o placar de 3-0 ou 3-1 garantiu três pontos para a equipe vencedora e nenhum para a equipe derrotada; já o placar de 3-2 garantiu dois pontos para a equipe vencedora e um para a perdedora.

## Participantes
| Equipe                      | País      | Forma de Classificação                                        | Títulos         |
| --------------------------- | --------- | ------------------------------------------------------------- | --------------- |
| FUNVIC/Taubaté              | Brasil    | Representante da Cidade-Sede                                  | 0 (não possui)  |
| Sada/Cruzeiro               | Brasil    | Campeão da Superliga Brasileira de Voleibol Masculino 2014–15 | 2 (2012 e 2014) |
| Personal/Bolívar            | Argentina | Campeão do Torneio Classificatório Sulamericano 2014-15       | 1 (2010)        |
| UPNC/San Juan               | Argentina | Campeão da Liga Argentina de Voleibol Masculino 2014-15       | 2 (2013 e 2015) |
| CA Bohemios                 | Uruguai   | Campeão da Super Liga Uruguaia de Voleibol 2015               | 0 (não possui)  |
| San Martín                  | Bolívia   | Campeão da Liga Superior Boliviana de Voleibol 2015           | 0 (não possui)  |
| Club Peerless               | Peru      | Campeão da Liga Nacional Superior de Voleibol 2015            | 0 (não possui)  |
| Club Deportivo Linares[DES] | Chile     | Campeão da Liga Nacional de Voleibol 2015                     | 0 (não possui)  |

Nota

DES ^  Equipe desistiu da participação dois dias antes do início da competição.

## Primeira fase
A composição dos Grupos foi divulgada no dia 7 de fevereiro de 2016, pela CSV. Posteriormente, em 11 de fevereiro, a entidade divulgou a tabela com datas e horários da competição. No dia 15 de fevereiro a equipe chilena do Deportivo Linares, comunicou sua desistência da competição, deixando o grupo A com apenas 3 participantes

### Grupo A
Classificação
|     |                  |     | Jogos | Jogos | Jogos | Resultados | Resultados | Resultados | Resultados | Resultados | Resultados | Sets | Sets | Sets  | Pontos | Pontos | Pontos |
| Pos | Equipe           | Pts | T     | V     | D     | 3–0        | 3–1        | 3–2        | 2–3        | 1–3        | 0–3        | V    | P    | R     | V      | P      | R      |
| --- | ---------------- | --- | ----- | ----- | ----- | ---------- | ---------- | ---------- | ---------- | ---------- | ---------- | ---- | ---- | ----- | ------ | ------ | ------ |
| 1   | Personal/Bolívar | 6   | 2     | 2     | 0     | 2          | 0          | 0          | 0          | 0          | 0          | 6    | 0    | MAX   | 150    | 105    | 1.429  |
| 2   | UPNC/San Juan    | 3   | 2     | 1     | 1     | 1          | 0          | 0          | 0          | 0          | 1          | 3    | 3    | 1,000 | 139    | 131    | 1.061  |
| 3   | Club Peerless    | 0   | 2     | 0     | 2     | 0          | 0          | 0          | 0          | 0          | 2          | 0    | 6    | 0,000 | 98     | 151    | 0.649  |

Resultados
| 17 de fevereiro de 2016 16:00 Relatório | Club Peerless | 0 — 3             | UPNC/San Juan | Ginásio do Abaeté, Taubaté |
| 17 de fevereiro de 2016 16:00 Relatório | 11 21 24      | Set 1 Set 2 Set 3 | 25 26         | Ginásio do Abaeté, Taubaté |

| 18 de fevereiro de 2016 16:00 Relatório | Personal/Bolívar | 3 — 0             | Club Peerless | Ginásio do Abaeté, Taubaté |
| 18 de fevereiro de 2016 16:00 Relatório | 25               | Set 1 Set 2 Set 3 | 11 16 15      | Ginásio do Abaeté, Taubaté |

| 19 de fevereiro de 2016 16:00 Relatório | UPNC/San Juan | 0 — 3             | Personal/Bolívar | Ginásio do Abaeté, Taubaté |
| 19 de fevereiro de 2016 16:00 Relatório | 19 22         | Set 1 Set 2 Set 3 | 25               | Ginásio do Abaeté, Taubaté |

### Grupo B
Classificação
|     |                |     | Jogos | Jogos | Jogos | Resultados | Resultados | Resultados | Resultados | Resultados | Resultados | Sets | Sets | Sets  | Pontos | Pontos | Pontos |
| Pos | Equipe         | Pts | T     | V     | D     | 3–0        | 3–1        | 3–2        | 2–3        | 1–3        | 0–3        | V    | P    | R     | V      | P      | R      |
| --- | -------------- | --- | ----- | ----- | ----- | ---------- | ---------- | ---------- | ---------- | ---------- | ---------- | ---- | ---- | ----- | ------ | ------ | ------ |
| 1   | Sada/Cruzeiro  | 9   | 3     | 3     | 0     | 2          | 1          | 0          | 0          | 0          | 0          | 9    | 1    | 9,000 | 245    | 157    | 1.561  |
| 2   | FUNVIC/Taubaté | 6   | 3     | 2     | 1     | 2          | 0          | 0          | 0          | 1          | 0          | 7    | 3    | 2.333 | 237    | 156    | 1.519  |
| 3   | CA Bohemios    | 3   | 3     | 1     | 2     | 1          | 0          | 0          | 0          | 0          | 2          | 3    | 6    | 0.500 | 184    | 168    | 1.095  |
| 4   | San Martín     | 0   | 3     | 0     | 3     | 0          | 0          | 0          | 0          | 0          | 3          | 0    | 9    | 0,000 | 118    | 225    | 0.524  |

Resultados
| 17 de fevereiro de 2016 18:00 Relatório | FUNVIC/Taubaté | 3 — 0             | San Martín | Ginásio do Abaeté, Taubaté |
| 17 de fevereiro de 2016 18:00 Relatório | 25             | Set 1 Set 2 Set 3 | 9 6 10     | Ginásio do Abaeté, Taubaté |

| 17 de fevereiro de 2016 20:00 Relatório | CA Bohemios | 0 — 3             | Sada/Cruzeiro | Ginásio do Abaeté, Taubaté |
| 17 de fevereiro de 2016 20:00 Relatório | 17 9 8      | Set 1 Set 2 Set 3 | 25            | Ginásio do Abaeté, Taubaté |

| 18 de fevereiro de 2016 18:00 Relatório | CA Bohemios | 3 — 0             | San Martín | Ginásio do Abaeté, Taubaté |
| 18 de fevereiro de 2016 18:00 Relatório | 25          | Set 1 Set 2 Set 3 | 22 15 20   | Ginásio do Abaeté, Taubaté |

| 18 de fevereiro de 2016 20:00 Relatório | FUNVIC/Taubaté | 1 — 3                   | Sada/Cruzeiro | Ginásio do Abaeté, Taubaté |
| 18 de fevereiro de 2016 20:00 Relatório | 25 20 19 23    | Set 1 Set 2 Set 3 Set 4 | 20 25         | Ginásio do Abaeté, Taubaté |

| 19 de fevereiro de 2016 18:00 Relatório | FUNVIC/Taubaté | 3 — 0             | CA Bohemios | Ginásio do Abaeté, Taubaté |
| 19 de fevereiro de 2016 18:00 Relatório | 25             | Set 1 Set 2 Set 3 | 13 10 13    | Ginásio do Abaeté, Taubaté |

| 19 de fevereiro de 2016 20:00 Relatório | Sada/Cruzeiro | 3 — 0             | San Martín | Ginásio do Abaeté, Taubaté |
| 19 de fevereiro de 2016 20:00 Relatório | 25            | Set 1 Set 2 Set 3 | 10 12 14   | Ginásio do Abaeté, Taubaté |

## Finais
|  | Semifinais       | Semifinais      |   |                  | Final           | Final |  |
|  |                  |                 |   |                  |                 |       |  |
|  | 20 de fevereiro  |                 |   |                  |                 |       |  |
|  | Personal/Bolívar | 1               |   |                  |                 |       |  |
|  | FUNVIC/Taubaté   | 3               |   |                  |                 |       |  |
|  |                  |                 |   |                  |                 |       |  |
|  |                  |                 |   |                  | 21 de fevereiro |       |  |
|  |                  |                 |   |                  | FUNVIC/Taubaté  | 0     |  |
|  |                  | Sada/Cruzeiro   | 3 |                  |                 |       |  |
|  |                  |                 |   |                  |                 |       |  |
|  |                  |                 |   |                  |                 |       |  |
|  |                  |                 |   |                  | Terceiro lugar  |       |  |
|  | 20 de fevereiro  | 20 de fevereiro |   | 21 de fevereiro  | 21 de fevereiro |       |  |
|  | Sada/Cruzeiro    | 3               |   | Personal/Bolívar | 0               |       |  |
|  | UPNC/San Juan    | 0               |   |                  | UPNC/San Juan   | 3     |  |

Resultados
Disputa pela Quinta Posição
| 20 de fevereiro de 2016 15:00 Relatório | Club Peerles | 3 — 0             | CA Bohemios | Ginásio do Abaeté, Taubaté |
| 20 de fevereiro de 2016 15:00 Relatório | 25           | Set 1 Set 2 Set 3 | 23 20       | Ginásio do Abaeté, Taubaté |

Semifinais
| 20 de fevereiro de 2016 17:00 Relatório | Sada/Cruzeiro | 3 — 0             | UPNC/San Juan | Ginásio do Abaeté, Taubaté |
| 20 de fevereiro de 2016 17:00 Relatório | 25 26 25      | Set 1 Set 2 Set 3 | 22 24 16      | Ginásio do Abaeté, Taubaté |

| 20 de fevereiro de 2016 19:00 Relatório | Personal/Bolívar | 1 — 3                   | FUNVIC/Taubaté | Ginásio do Abaeté, Taubaté |
| 20 de fevereiro de 2016 19:00 Relatório | 23 25 22 18      | Set 1 Set 2 Set 3 Set 4 | 25 23 25       | Ginásio do Abaeté, Taubaté |

Disputa pelo Terceiro Lugar
| 21 de fevereiro de 2016 16:00 Relatório | Personal/Bolívar | 0 — 3             | UPNC/San Juan | Ginásio do Abaeté, Taubaté |
| 21 de fevereiro de 2016 16:00 Relatório | 25 26 13         | Set 1 Set 2 Set 3 | 27 28 25      | Ginásio do Abaeté, Taubaté |

Final
| 21 de fevereiro de 2016 18:00 Relatório | FUNVIC/Taubaté | 0 — 3             | Sada/Cruzeiro | Ginásio do Abaeté, Taubaté Público: 1500 |
| 21 de fevereiro de 2016 18:00 Relatório | 20 21 10       | Set 1 Set 2 Set 3 | 25            | Ginásio do Abaeté, Taubaté Público: 1500 |

## Premiação
| Campeonato Sul-Americano de Clubes de Voleibol Masculino de 2016 |
| Brasil                                                           |
| ---------------------------------------------------------------- |
| Sada/Cruzeiro Campeão 3° título                                  |

## Classificação Final
| Posição           | Equipe           | Classificação                                                |
| ----------------- | ---------------- | ------------------------------------------------------------ |
| Medalha de ouro   | Sada/Cruzeiro    | Campeonato Mundial de Clubes de Voleibol Masculino de 2016 · |
| Medalha de prata  | FUNVIC/Taubaté   |                                                              |
| Medalha de bronze | UPNC/San Juan    |                                                              |
| 4                 | Personal/Bolívar |                                                              |
| 5                 | Club Peerles     |                                                              |
| 6                 | CA Bohemios      |                                                              |
| 7                 | San Martin       |                                                              |

## Prêmios individuais
A seleção do campeonato será composta pelos seguintes jogadores:
- MVP (Most Valuable Player):  Yoandy Leal